# Robert Svensson
För andra betydelser, se Robert Svensson (olika betydelser).
Robert Svensson, född 26 mars 1976, är en svensk beachvolleybollspelare. Han blev svensk mästare 2000 tillsammans med Mattias Magnusson samt 2001 och 2004 med Andreas Gilbertsson. Svensson spelade 2005 med olympiern Björn Berg och tog med honom två niondeplatser i världscupen: i World Tour Russia Open i Sankt Petersburg i juli 2005 och i World Tour-finalen i Kapstaden i november 2005.